# Johannisfriedhof (Bielefeld)
Der Johannisfriedhof ist ein kommunaler Friedhof in der Stadt Bielefeld in Nordrhein-Westfalen. Er befindet sich am Osthang des zum Teutoburger Wald gehörigen Kahlen Berges im Stadtbezirk Gadderbaum.

## Geschichte

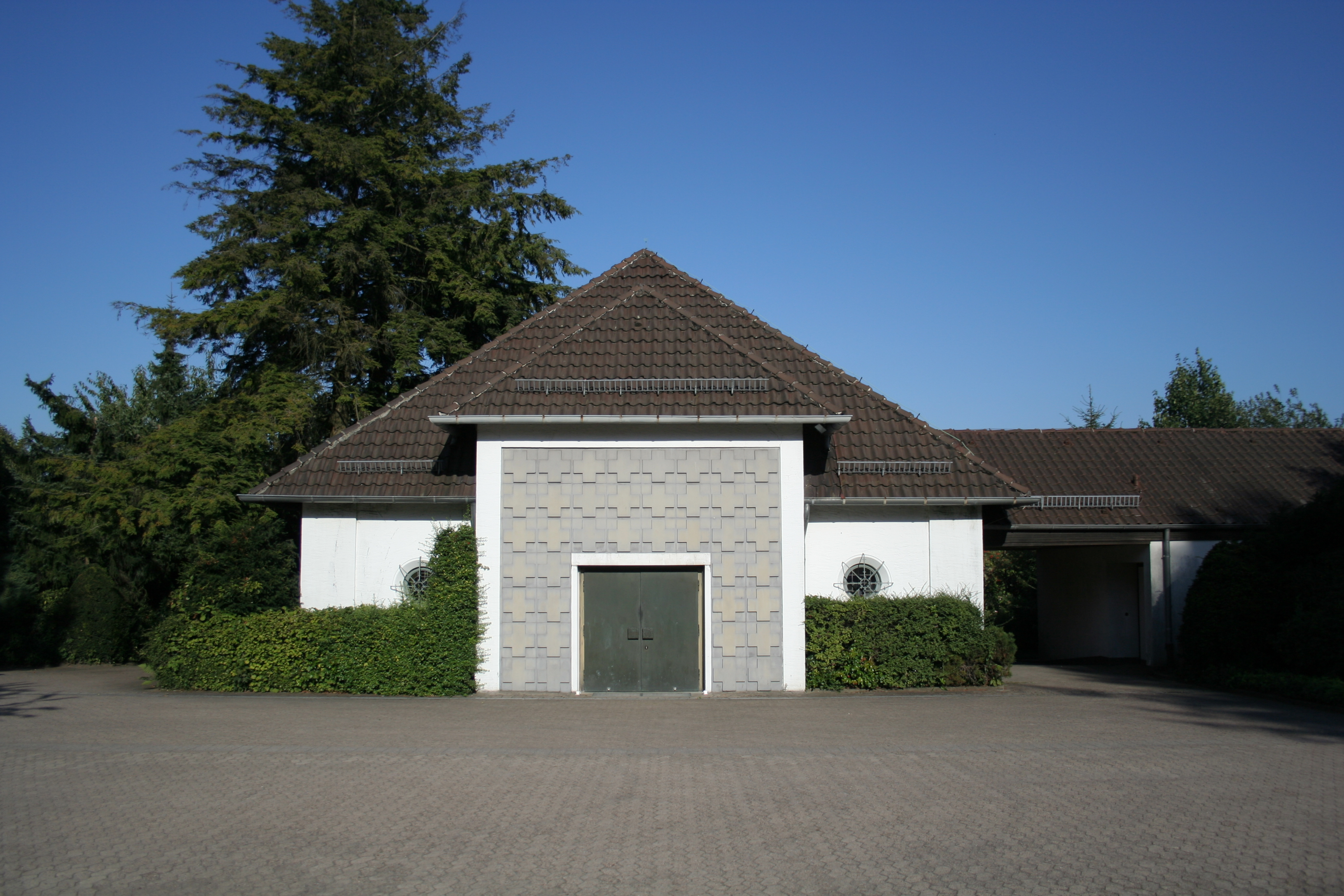
Friedhofskapelle

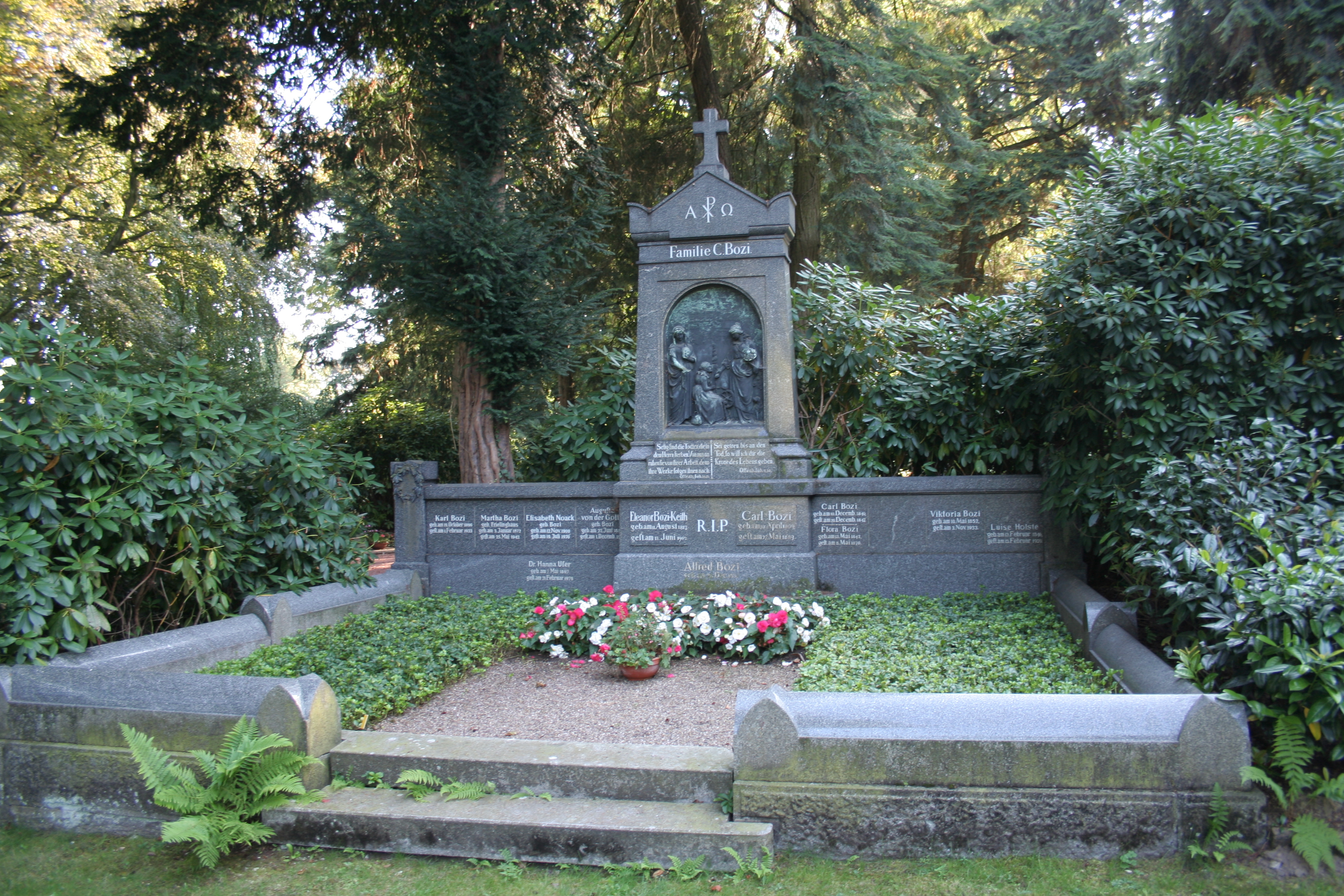
Grabstätte Bozi

Der Johannisfriedhof wurde 1874 als Ergänzung zum durch die wachsende Bevölkerung zunehmend zu kleinen Alten Friedhof in der Nähe des Jahnplatzes angelegt. Die Wege waren 4 bis 6 Meter breit angelegt und trafen sich hangabwärts an einer Art Eingangsplatz und einem Rondell. Das Gelände wurde von der Firma Baumhöfener und Petersmeyer erworben und der hinführende Mühlendamm instand gesetzt. Im Jahr 1894 wurde der Friedhof um den sogenannten Neuen Teil erweitert und umfasste eine Fläche von 8,8 Hektar. Nach der Eröffnung des Sennefriedhofs im Süden der Stadt wurden die Erbbegräbnisse und die Bestattungen in Reihengräbern eingestellt. Im Rahmen des Wiederaufbaus nach dem Zweiten Weltkrieg wurde die Kapelle neu erbaut und der Eingangsbereich umgestaltet. Der Bau des Ostwestfalendamms brachte 1970 einschneidende bauliche Veränderungen mit sich. Ein Teil der Gräber musste umgebettet werden und der Haupteingang wurde abgerissen. 1986 wurde der Friedhof unter Denkmalschutz gestellt.

## Anlage
Als klassischer Parkfriedhof dominieren im Johannisfriedhof breite Grünstreifen, eine breite Rasenachse und zahlreiche Rhododendron- und Thujaarten. Bemerkenswert sind auch die Lebensbäume. Diese wurden in einem Arboretum zusammengelegt und bilden ein Zeugnis vergangener Friedhofskultur: Anstelle eines Grabsteines pflanzten hier ärmere Bevölkerungsschichten einen Baum. Es sind dort etwa 70 Arten vertreten.
Die 1950 errichtete Kapelle wurde auf dem Grundriss der im Zweiten Weltkrieg zerstörten Friedhofskapelle gebaut. Der ehemals neugotische Bau wurde durch ein zeitgemäßeres schlichtes Gebäude ersetzt.
Einige Grabmale wurden von bekannten Künstlern erschaffen, wie etwa das Grabmal der Familie Bozi durch den Kölner Dombaumeister Peter Fuchs oder die Grabstätte des Bielefelder Nähmaschinenfabrikanten Hugo Hengstenberg durch Hans Perathoner, den Erschaffer des Leineweberdenkmals. Das Grabmal der Familie Bitter-Spiekerkötter wurde von Fritz Klimsch, einem Künstler der Berliner Secession, gestaltet. Sehenswert ist das Grabmonument für den ehemaligen Verwaltungsbeamten Wilhelm Hammerschmidt, da sich auf einem mit Vergilversen versehenen Stein ein Segelschiffrelief befindet.

## Bekannte Grabstätten
- Alfred Bozi (1857–1938), Jurist und Politiker
- Hans Gundlach (1894–1977), Unternehmer
- Georg Ernst Hinzpeter (1827–1907), Pädagoge und Lehrer von Wilhelm II.
- August Oetker (1862–1918), Unternehmer
- Rudolf-August Oetker (1916–2007), Unternehmer
- Ulrich Wessel (1946–1975), Mitglied der RAF